# Nomada dives
Nomada dives là một loài Hymenoptera trong họ Apidae. Loài này được Erichson mô tả khoa học năm 1849.